# Scartelaos tenuis
A Scartelaos tenuis a csontos halak (Osteichthyes) főosztályának a sugarasúszójú halak (Actinopterygii) osztályába, ezen belül a sügéralakúak (Perciformes) rendjébe, a gébfélék (Gobiidae) családjába és az iszapugró gébek (Oxudercinae) alcsaládjába tartozó faj.

## Előfordulása
A Scartelaos tenuis előfordulási területe az Indiai-óceán északnyugati részén van. A Perzsa-öböltől egészen Pakisztánig található meg.

## Megjelenése
Ez a gébfaj legfeljebb 15,5 centiméter hosszú. A hátúszóján 6 tüske és 23-28 sugár, míg a farok alatti úszóján nincsen tüske, de azért 24-27 sugár ül. Az alsó állkapcsán nincsen tapogatóbajsza; a felső állcsontján 31-37 fog ül. A testén a második hátúszó töve előtt 15-18 függőleges, barna sáv látható. A második hátúszó tövének a hátsó részén, nagy fekete foltok láthatók. A második hátúszót és a farok alatti úszót nem köti össze hártya a farokúszóval.

## Életmódja
Trópusi halfaj, amely a sósvízhez alkalmazkodott. Az oxigént képes, egyenesen a levegőből kivenni, azzal a feltétellel, ha nedvesek a kopoltyúi és a bőre. A víz alá is lemerülhet. Az iszapos területeket választja otthonául.